# Kastrákion (ort i Grekland, Grekiska fastlandet, Fokis)
Kastrákion är en ort i Grekland.   Den ligger i prefekturen Fokis och regionen Grekiska fastlandet, i den centrala delen av landet, 170 km väster om huvudstaden Aten. Kastrákion ligger 67 meter över havet och antalet invånare är 912.
Terrängen runt Kastrákion är varierad. Havet är nära Kastrákion åt sydost.  Närmaste större samhälle är Náfpaktos, 6,9 km väster om Kastrákion. 